# Metro Cash and Carry
Pour les articles homonymes, voir Metro.
Metro Cash & Carry, en abrégé Metro (stylisée « METRO »), est une chaîne de magasins allemande, appartenant au groupe Metro AG, spécialisée dans le libre-service de gros (cash and carry). Elle est implantée en Europe, dans certains pays d'Asie et d'Afrique du Nord et opère sous l'enseigne METRO. C'est la plus grande division des ventes du groupe Metro AG. En 1971, le premier magasin Metro de France est ouvert à Villeneuve-la-Garenne. En 2023, le chiffre d'affaires de la société en Russie s'élève à 2,3 milliards d'euros.
Une de ses filiales est Metro France.

## Identité visuelle
Entre 1964 et 2011, le logo est jaune foncé sur un fond bleu. En 2011, le logo s'éclaircit.

Ancien logo de 1964 à 2011
Logo depuis 2011